# Totémisme

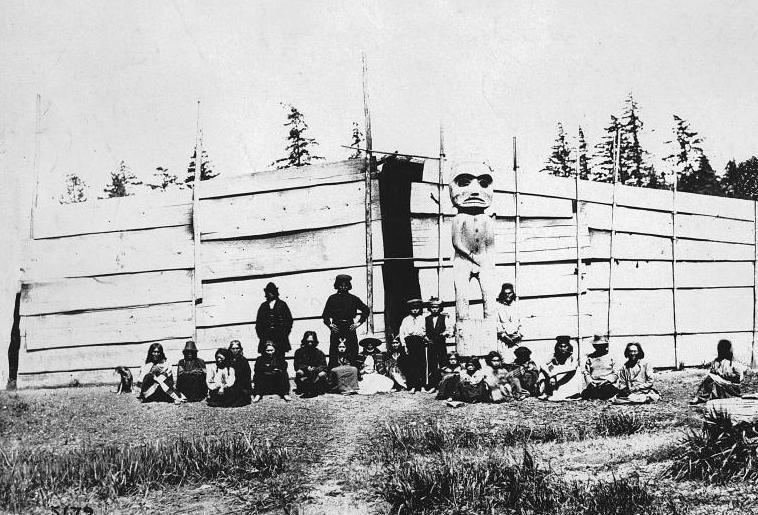
Maison et mât totémique autochtones de la côte Ouest de l'Amérique du Nord, Colombie-Britannique, vers 1885

Le totémisme est un concept anthropologique qui désigne un mode d'organisation social et religieux, clanique ou tribal, fondé sur le principe du totem. Anne Stamm, ethnologue membre du CTHS, écrivait à ce propos : « un  "totem"  est  un  animal, un  végétal, voire  un  objet  fabriqué  qui  est  considéré  non  seulement  comme  le  parrain  du  groupe  ou  de  l'individu   mais  comme   son  père, son  patron  ou  son  frère :  un  clan  se  dit  parent  de  l'ours, de  l'araignée  ou  de  l'aigle ».
Le lien entre le groupe social, ou l'individu, et son totem n'est pas seulement fondé sur une analogie de nom ou sur une ressemblance quelconque (la ruse du renard et la ruse d'un individu), mais est un rapport spirituel qu'on a pu qualifier de mystique . Bien que le nom du totémisme provienne du mot « totem », lui-même emprunté à l'ojibwa (langue algonquienne) ototeman, le totémisme se retrouve dans d'autres cultures qu'en Amérique du Nord, par exemple en Amazonie, chez les Aborigènes d'Australie, en Papouasie-Nouvelle-Guinée, en Afrique (chez les Dinka), etc .

## Description
La conception traditionnelle du totémisme par les anthropologues associe plusieurs éléments :
- Ancêtre : le totem est une espèce naturelle (un animal ou un végétal, parfois un phénomène naturel), présenté comme un ancêtre mythique ou un parent lointain de son groupe social (en général le clan, parfois la fratrie, la classe d'âge) ; cette espèce symbolique peut être représentée par un « totem », au sens d'objet rituel sculpté, peint, façonné.
- Éponyme : souvent cet « ancêtre » donne son nom au clan. Les cinq principaux totems des Ojibwé (un groupe amérindien) étaient la grue cendrée, le poisson-chat, le huard, l'ours et la martre.
- Homologie ou classification : le totem est une façon d'établir des corrélations entre, d'un côté, les végétaux ou les animaux et, de l'autre, les groupes humains sociaux. Le terme « totem » sert parfois, chez les Ojibwé, à énoncer son appartenance clanique : makwa nindotem, « l'ours est mon clan ». Il s'agit en fait d'une formule abréviative qui recouvre la signification suivante : « Je suis apparenté avec celui qui appartient au clan dont l'éponyme est l'ours, donc j'appartiens à ce clan »[5].
- Religion : le totem est sacré, on ne le consomme pas, on le respecte, on le craint. Le totem est présenté comme le fondement des institutions, un modèle de comportement, une exigence d'organisation.
- Parenté, exogamie : le totem organise les alliances et les systèmes de parenté. La plupart du temps, obligation est faite de choisir son conjoint en dehors du clan qui a le même totem ; l'exogamie totémique exige que les épouses soient d'un clan (par exemple l'ours) et les époux forcément d'un autre (par exemple la martre).
- Symbole : le totem est un animal, un oiseau, un arbre qui a sauvé la vie d'un grands-parents, peuple ou clan. Ainsi cette animal ou oiseau devient totem pour toute la lignée.

Pour autant, ces éléments ne font pas bloc. Par exemple, on peut détacher l'exogamie : il existe des clans totémiques endogames. Le point le plus important est la définition du totem comme apparentement ou amitié entre une espèce naturelle et un groupe humain, en même temps que la définition du totémisme comme organisation sociale du clan (groupe exogame dont les membres se réclament d'un ancêtre commun, en vertu d'un mode de filiation exclusif).
Le totémisme se distingue de la possession d'un esprit tutélaire, phénomène répandu chez les Nord-Amérindiens.

## Histoire du totémisme, comme catégorie anthropologique
C'est à partir d’un terme ojibwé, langue algonquienne parlée autour des Grands Lacs de l'Amérique du Nord, que se constitue le « totémisme ». Le mot revient à un anglais, John Long, qui l'utilisa en 1791 pour désigner un esprit bienveillant qui protège les hommes. Un groupe d'hommes est ainsi sous la protection d'un totem. C'est James George Frazer qui introduit le débat sur le totémisme en 1887 et qui propose la définition suivante : « un totem est une classe d'objets matériels que le sauvage considère avec un respect superstitieux et environnemental, croyant qu'il existe entre lui et chacun des membres de la classe une relation intime et tout à fait spéciale ».
Pour les anthropologues américains, qui révisent les théories britanniques (constituées à partir de l'ethnographie australienne) à la lumière des faits ethnographiques recueillis auprès des peuples autochtones amérindiens, le totem désigne le nom d'un groupe. On privilégie la relation entre le groupe ou l'individu avec l'objet naturel duquel il porte le nom. Franz Boas précise qu'il ne cherche pas à étendre cette analyse, car il n'entend pas faire du totémisme une théorie générale, au contraire de James Frazer, qui cherche une unité dans le totémisme.

### James G. Frazer (1887)
James G. Frazer (et l'école évolutionniste britannique) fait de l'Australie le terrain privilégié du totémisme, qu'il veut constituer en théorie générale. Selon Claude Lévi-Strauss, James G. Frazer confond trois phénomènes distincts : l'organisation clanique, l'attribution aux clans de noms ou emblèmes animaux ou végétaux, la croyance en une parenté entre un clan et un totem.

### William H. Rivers (1914)
Dans The History of Melanesian Society  (1914), William H. Rivers distingue trois traits dans le totémisme. 1) Un élément social : il y a connexion entre un groupe exogamique du clan et une espèce animale ou végétale ou une classe d'objets. 2) Un élément psychologique : le « primitif » croit qu'il existe une parenté entre les membres du groupe et un animal, une plante ou un objet. 3) Un élément rituel : le totem mérite respect, on ne peut manger l'animal ou la plante, on ne peut utiliser l'objet.

### Sigmund Freud (1913)
Pour Sigmund Freud, le repas totémique est absorption de la vie sacrée, mais l'animal sacrifié est, en réalité, le substitut du père, il permet aux « frères chassés » de s'identifier à leur père.

### Franz Boas (1916)
Franz Boas – et les anthropologues américains – propose une autre définition du totémisme à partir des faits amérindiens, mais précise que ce qu'il avance ne concerne que les Indiens Kwakiutl. Il considère davantage le totémisme comme un outil analytique servant à décrire des situations ethnographiques particulières. Pour les Américains [Qui ?], le totémisme « en général » n'existe pas. « Le totémisme se caractérise fondamentalement par l'association entre différents types d'activités ethniques et l'exogamie ou l'endogamie », il vaut donc comme classification.

### A. P. Elkin (1933)
A. P. Elkin définit le totémisme comme la croyance qu'il y a partage d'« une même forme de vie », communauté d'essence entre une personne ou un groupe de personnes d'un côté et, de l'autre, des espèces naturelles – animale, végétale, atmosphérique – ou un objet. Il distingue quatre formes du totémisme en Australie. 1) Totémisme individuel. Une personne et une seule, médecin, sorcier, est impliquée dans une relation avec une espèce naturelle ou un membre de cette espèce. Plusieurs cas se présentent. Chez les Wuradjeri, un jeune reçoit un totem lors de son initiation, ou un reptile sert d'auxiliaire ou de second moi, alter ego, à un médecin indigène… 2) Totémisme sexuel. Chaque sexe peut avoir son emblème, par exemple un oiseau. Les Kurnai prennent deux oiseaux différents comme emblèmes, un pour chaque sexe. Un peu à part, le totémisme conceptuel des Aranda et des Aluridja dépend du lieu où la mère a pris conscience de sa grossesse. 3) Le totémisme collectif : de moitiés, de sections, de sous-sections. Il y a moitié lorsque la société, en régime de filiation unilinéaire, se divise en deux groupes mutuellement exclusifs. Chaque moitié a son totem. 4) Totémisme clanique. Un clan est un groupe qui déclare descendre d'un même ancêtre. Le totem sert alors de symbole d'appartenance commune.

### Claude Lévi-Strauss (1962)
Claude Lévi-Strauss, dans Le Totémisme aujourd'hui, tient le totémisme pour une illusion des anthropologues du XIXe siècle : « le totémisme est une unité artificielle, qui existe seulement dans la pensée de l'ethnologue, et à quoi rien de spécifique ne correspond au dehors » (p. 14). Il ne s'agit que d'une logique de classification. Le « totémisme » ne se contente pas de mettre en correspondance, terme à terme, un individu ou un groupe avec un animal ou une plante qui est considéré comme son totem, il pose un système de différence entre une série naturelle et une série culturelle. « Le terme totémisme recouvre des relations idéalement posées, entre deux séries, l'une naturelle, l'autre culturelle. La série naturelle comprend d'une part des catégories, d'autre part des individus ; la série culturelle comprend des groupes et des personnes. Tous ces termes sont arbitrairement choisis pour distinguer, dans chaque série, deux modes d'existence, collectif et individuel, et pour éviter de confondre les séries. » (p. 22).
La même année, dans La Pensée sauvage, Lévi-Strauss examine une autre forme de totémisme : non plus le totémisme classificatoire mais le totémisme ontologique. Cette fois, il y a identification entre groupes humains et espèces animales, l'un et l'autre ont des qualités en commun. On trouve ce totémisme chez les Chicasaw, Indiens du sud-est des États-Unis, qui postulent une « analogie entre groupes humains et espèces naturelles » : ils comparent un clan ou hameau au raton laveur – qui se nourrit de poisson et de fruits sauvages –, au puma – qui vit dans les montagnes, évite l'eau, consomme beaucoup de gibier –, etc.

### Philippe Descola (2005)
Parmi les anthropologues contemporains, Philippe Descola a redéfini le totémisme dans Par-delà nature et culture. Il se place pour cela dans la situation de l'Homme s'identifiant au monde suivant deux perspectives complémentaires : celle de son « intériorité » et celle de sa « physicalité » vis-à-vis des autres, humains et non-humains.
Le totémisme poserait une identité commune des intériorités des existants, humains et non-humains, mais aussi une identité commune entre leurs physicalités.
L'anthropologue décrit les trois autres « ontologies » qui suivent la perception d'une fusion ou d'une rupture entre intériorité et physicalité, et qui se nomment animisme, analogisme et naturalisme ; les quatre modes (identité/rupture) * (intériorité/physicalité) réunis auraient une vocation universelle, tout en revêtant diverses formes de cohabitation ou de dominance suivant les cultures (qu'elles soient archaïques, traditionnelles ou modernes).

#### Ontologie
Le totémisme repose sur cette affirmation : « ressemblance des intériorités » et « ressemblance des physicalités » entre humains et non-humains – animaux, végétaux, esprits, objets. D'une part, les animaux, les plantes ont la même âme, intériorité – émotions, conscience, désirs, mémoire, aptitude à communiquer… – que les humains. D'autre part, tous partagent « une même substance – la chair, le sang, la peau » et « une même forme de vie ». Il y a, comme dans l'animisme, classification par prototype, à partir du modèle le plus représentatif, qui est dans le totémisme l'unité d'origine, un ensemble d'attributs identifiant l'espèce emblématique, par exemple le kangourou, rapide, à sang chaud. « De même que l'animisme est anthropogénique parce qu'il emprunte aux humains le minimum indispensable pour que des non-humains puissent être traités comme des humains, le totémisme est cosmogénique car il fait procéder de groupes d'attributs cosmiques préexistants à la nature et à la culture tout ce qui est nécessaire pour que l'on ne puisse jamais démêler les parts respectives de ces deux hypostases dans la vie des collectifs. ».

#### Géographie
Descola considère que cette définition du totémisme s'applique de façon exemplaire en Australie, mais aussi, sous forme ponctuelle ou résiduelle, dans certaines sociétés à clans du sud-est des États-Unis (Chickasaw) ou chez les Algonquins.

#### Notions
« Hybridation entre humains et non-humains » : le totémisme admet un croisement d'animaux, plantes, humains, d'espèces ou variétés différentes ; « chez les Mangarrayi et les Yangman, les êtres du Rêve sont des hybrides d'humains et d'animaux » .

#### Religion
Dans le temps du rêve, des êtres originaires surgirent des profondeurs de la terre en des sites identifiés, certains laissant des traces sous forme de rochers, points d'eau, bosquets, gisements d'ocre ; ils ont laissé derrière eux une partie des existants actuels, les hommes, les plantes et les animaux avec leurs affiliations totémiques respectives et les noms qui les désignent, les rites et les objets cultuels.

#### Sociabilité
« Échanges de femmes, échanges de services, échanges de nourriture, échanges de ressources » caractérisent la vie sociale, en même temps que l'exogamie.

#### Problème
« Problème du totémisme : comment singulariser des individus (humains et non humains) au sein d'un collectif hybride ? Solution : distinguer les attributs de l'individu de ceux de l'espèce ».

### Classiques
- J. F. MacLennan, « The Worship of Animals and Plants », dans Fortnightly Review, 1869-1870, vol. 6-7.
- James George Frazer, Totemism (1887), trad. : Le Totémisme, 1898.
- James George Frazer, Totemism and Exogamy. A Treatise on Certain Early Forms of Superstition and Society (1911-1915), trad. : Les Origines de la famille et du clan, 1898.
- F. B. Jevons, An Introduction to the History of Religions, Londres, 1896.
- Émile Durkheim, Totémisme, 1910.
- Émile Durkheim, Les Formes élémentaires de la vie religieuse, 1912.
- Sigmund Freud, Totem et Tabou, 1913.
- Philippe Descola, Par-delà nature et culture, Paris, Gallimard, 2005 ; Philippe Descola, Par-delà nature et culture, Paris, Gallimard, coll. « Folio essais », 2015.

### Réflexions sur la notion
- Marcel Mauss, « Le totémisme selon Frazer et Durkheim » (1896), dans Œuvres, t. I, 1970.
- Claude Lévi-Strauss, Le Totémisme aujourd'hui, PUF, 1962.

### Articles universitaires
- Henri-A. Junod, « Le Totémisme chez les Thongas, les Pédis et les Yendas », Le Globe. Revue genevoise de géographie, t. 63,‎ 1924, p. 1-22 (DOI 10.3406/globe.1924.5649, lire en ligne)

#### Notions
- Ethnologie, Anthropologie
- Famille, Clan, Tribu, Ethnie, Peuple, Nation, État
- Société lignagère, Société segmentaire
- Tradition orale
- Coutume